# テンカフブ
天下布武（テンカフブ）、は、山佐が2004年発表したパチスロ機種。

## 概要
ストック機能搭載のA-400タイプ。織田信長、豊臣秀吉、徳川家康の武将をモチーフにした機種である。

### 通常時
ボーナス放出契機は通常解除、チャンス目解除、4連リプレイ解除、特定小役解除などがある。
- 通常解除は設定や今いるモードによって大きく異なる。
- 通常時は織田信長、豊臣秀吉、徳川家康のいずれかのステージに滞在し、その武将ごとに解除される確率が高い小役が違う。織田信長はチェリー成立時約5分の1、豊臣秀吉は兜成立時の約70分の1、徳川家康は巻物成立時の2分の1である。トータルで考えるとどの武将でも解除確率はほぼ同じである。なお豊臣秀吉ステージでは斜めに揃った兜の方が解除への期待が持てる。
- 通常時には「通常」「引き戻し」「決戦」の3つのモードが存在しており、「通常」「決戦」での通常解除確率は変わらないが、「引き戻し」のみ、解除確率がアップする（設定1はアップしないなど、設定差も存在する）。
- また、「決戦」滞在時にREGが成立すると「決戦REG」となる。
- モードの移行契機は「ボーナス放出」のみ。
- ちなみに、通常時の7～8割程度（設定差アリ）は「通常」に滞在することになる（移行率が低い）。
- 天井は存在しない。

### 覚醒モード
チャンス目を契機に「覚醒モード」に突入する。
- 20ゲーム継続し、その間はボーナス解除確率が16分の1になる。
- ボーナスを放出しても残りゲーム数があれば覚醒モードからはじまる。そのため、1回の覚醒から2回以上のボーナスを放出することもあるが、16分の1に当たらなければボーナスを放出しないまま終了ということもある。
- プレミアとして、覚醒モード当選時の64分の1で100ゲームの覚醒モードに突入することがある。
- 覚醒モードが終了しても約30%で覚醒モードの引き戻しがある。

### 決戦レギュラー
レギュラーボーナス時に通常のレギュラーボーナスとは違う「決戦レギュラー」になることがある。
- 通常のレギュラーボーナスは8回のJACゲームで順押しか逆押しの2分の1でリプレイ（15枚）か兜（10枚）を完全ナビにより確実にリプレイ（15枚）で獲得できるが、決戦レギュラー時はナビが出現しない。
- 8回のJAC中、6回以上もしくは0回リプレイ（15枚）を獲得すると超高確率（255/256）でビッグバンモードに移行する。
- 1回から5回の場合は1ゲーム連モードに超高確率（255/256）で移行する。

### ビッグバンモード
- 高確率で1ゲーム連する。また、1ゲーム連しなかった場合でも解除確率が16分の1なので連荘が確定する。
- ビッグボーナスを放出した場合、約3分の2で再びビッグバンモードへ。3分の1で1ゲーム連モードへ移行する。
- レギュラーボーナスを放出した場合は超高確率（255/256）で再びビッグバンモードへ移行する。

### 1ゲーム連モード
- ビッグボーナスが放出した場合、設定によって各モードへ移行する。
- レギュラーボーナスが放出した場合は超高確率で再び1ゲーム連モードへ移行する。

## テンカフブR
2006年に天下布武の後継機としてテンカフブR（天下布武R）が発売された。中間設定において通常解除確率が低くなっている他はほぼ同じ仕様である。

## ゲーム機
- オンラインゲームサイト『777town.net』にてプレイが可能である。